# Bezirk Friedland
Der Bezirk Friedland (tschechisch Okresní hejtmanství Fridland) war ein Politischer Bezirk im Königreich Böhmen. Der Bezirk umfasste ein Gebiet in Nordböhmen nördlich des Isergebirges an der Grenze zu Sachsen und Preußen, die heute zum Okres Liberec im Liberecký kraj gehören. Sitz der Bezirkshauptmannschaft war die Stadt Friedland in Böhmen (Fridland / Frýdlant v Čechách). Das Gebiet gehörte seit 1918 zur neu gegründeten Tschechoslowakei und ist seit 1993 Teil Tschechiens.

## Geschichte
Die modernen, politischen Bezirke der Habsburgermonarchie wurden 1868 im Zuge der Trennung der politischen von der judikativen Verwaltung geschaffen.
Der Bezirk Friedland wurde 1868 aus dem Gerichtsbezirk Friedland (tschechisch soudní okres Fridland) gebildet.
1911 wurde die Abtrennung des Gerichtsbezirks Neustadt an der Tafelfichte vom Gerichtsbezirk Friedland bestimmt, wobei sieben Gemeinden zum neuen Gerichtsbezirk Neustadt an der Tafelfichte zusammengeschlossen wurden.
Seine Amtswirksamkeit erreichte die Schaffung des Gerichtsbezirks jedoch erst per 1. Juli 1913, als das Bezirksgericht in Neustadt an der Tafelfichte seine Tätigkeit aufnahm. Trotz der Abtrennung blieb der Gerichtsbezirk Neustadt an der Tafelfichte Teil des Bezirks Friedland.
Im Bezirk Friedland lebten 1869 43.242 Personen, wobei der Bezirk ein Gebiet von 7,0 Quadratmeilen und 35 Gemeinden umfasste.
1900 beherbergte der Bezirk 49.944 Menschen, die auf einer Fläche von 401,10 km² bzw. in 38 Gemeinde lebten.
Der Bezirk Friedland umfasste 1910 eine Fläche von 401,06 km² und beherbergte eine Bevölkerung von 50.680 Personen. Von den Einwohnern hatte 1910 48.666 Deutsch als Umgangssprache angegeben. Des Weiteren lebten im Bezirk 334 Tschechischsprachige und 1.680 Anderssprachige oder Staatsfremde. Zum Bezirk gehörten zwei Gerichtsbezirke mit insgesamt 39 Gemeinden bzw. 39 Katastralgemeinden.

## Gemeinden
Der Bezirk Friedland umfasste Ende 1914 die 39 Gemeinden Olbersdorf (Albrechtice), Engelsdorf (Andělka), Arnsdorf (Arnoltice), Weißbach (Bílý Potok), Bunzendorf (Boleslav), Bullendorf (Bulovka), Tschernhausen (Černousy), Dittersbach (Dětřichov), Dittersbächel (Detrichovec), Niederullersdorf (Dolní Oldřiš), Niederberzdorf (Dolní Pertoltice), Rückersdorf (Dolní Řasnice), Friedland (Frýdlant), Ebersdorf (Habartice), Göhe (Háj), Hegewald (Hajniště), Haindorf (Hejnice), Hermsdorf (Heřmanice), Oberberzdorf (Horní Pertoltice), Bärnsdorf (Horní Řasnice), Heinersdorf an der Tafelfichte (Jindřichovice pod Smrkem), Schönwald (Krásný Les), Christiansau (Kristiánov), Kunnersdorf (Kunratice), Bad Liebwerda (Lázně Libverda), Lusdorf an der Tafelfichte (Ludvíkov pod Smrkem), Mildenau (Luh), Mildeneichen (Lužec), Einsiedel (Mníšek), Neustadt an der Tafelfichte (Nové Město pod Smrkem), Buschullersdorf (Oldřichov), Wustung (Poustka), Priedlanz (Předlánce), Raspenau (Raspenava), Ringenhain (Rynoltice), Wünschdorf (Srbská), Wiese (Ves), Dörfel (Víska) und Weigsdorf (Višňová).